# Campionato europeo femminile di pallacanestro Under-16 Division B 2017
Il Campionato europeo femminile di pallacanestro Under-16 2017 di Division B (noto anche come FIBA U16 Women's European Championship Division B 2017) si è svolto in Macedonia, a Skopje.

## Classifica finale
| Pos     | Team                 |  |
| ------- | -------------------- |  |
| Oro     | Danimarca            |  |
| Argento | Belgio               |  |
| Bronzo  | Grecia               |  |
| 4.      | Ucraina              |  |
| 5.      | Finlandia            |  |
| 6.      | Portogallo           |  |
| 7.      | Svezia               |  |
| 8.      | Bosnia ed Erzegovina |  |
| 9.      | Israele              |  |
| 10.     | Irlanda              |  |
| 11.     | Slovenia             |  |
| 12.     | Svizzera             |  |
| 13.     | Bulgaria             |  |
| 14.     | Lussemburgo          |  |
| 15.     | Estonia              |  |
| 16.     | Slovacchia           |  |
| 17.     | Macedonia            |  |
| 18.     | Gran Bretagna        |  |
| 19.     | Islanda              |  |
| 20.     | Norvegia             |  |
| 21.     | Albania              |  |
| 22.     | Moldavia             |  |